# Týpí

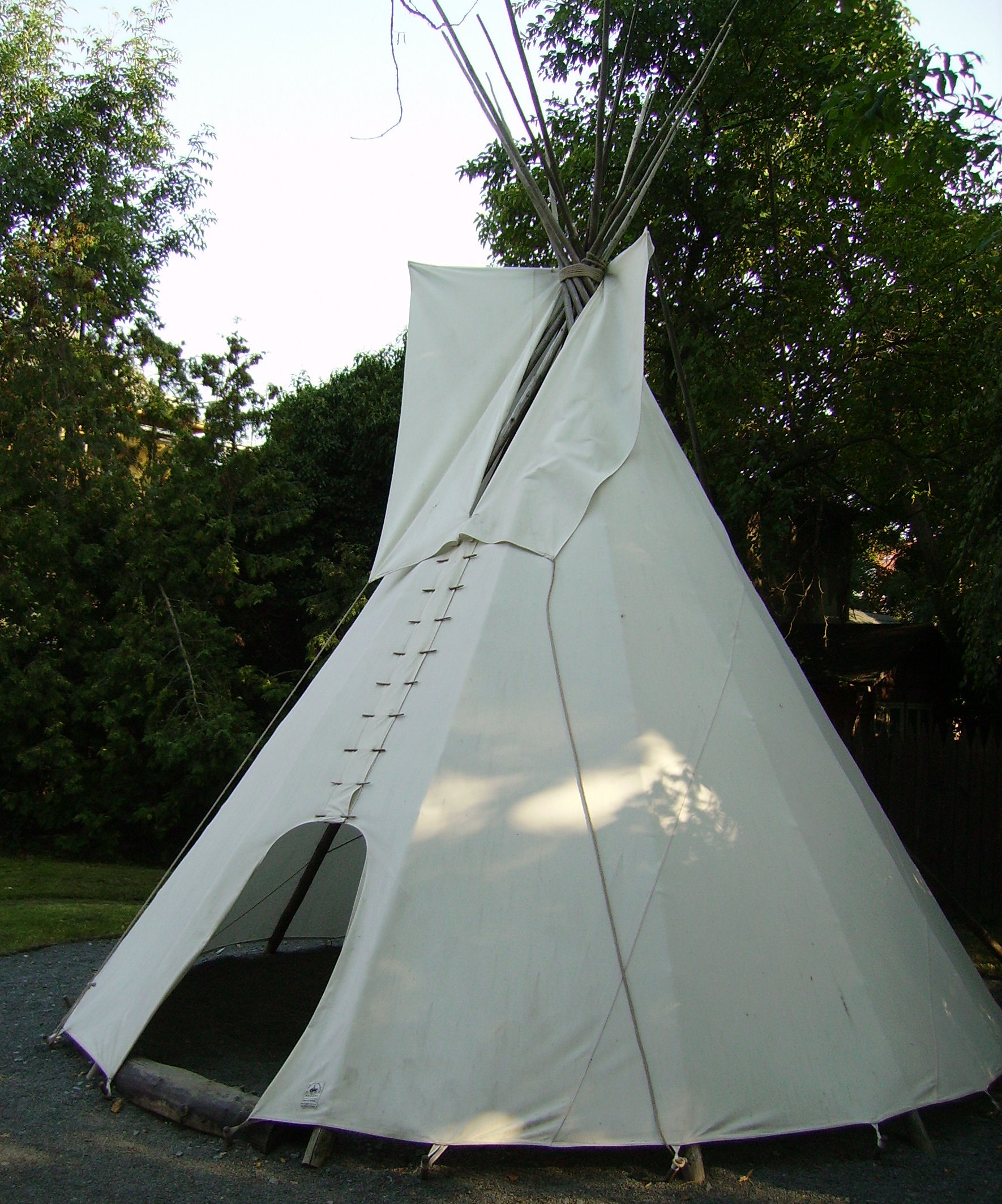
Teepee

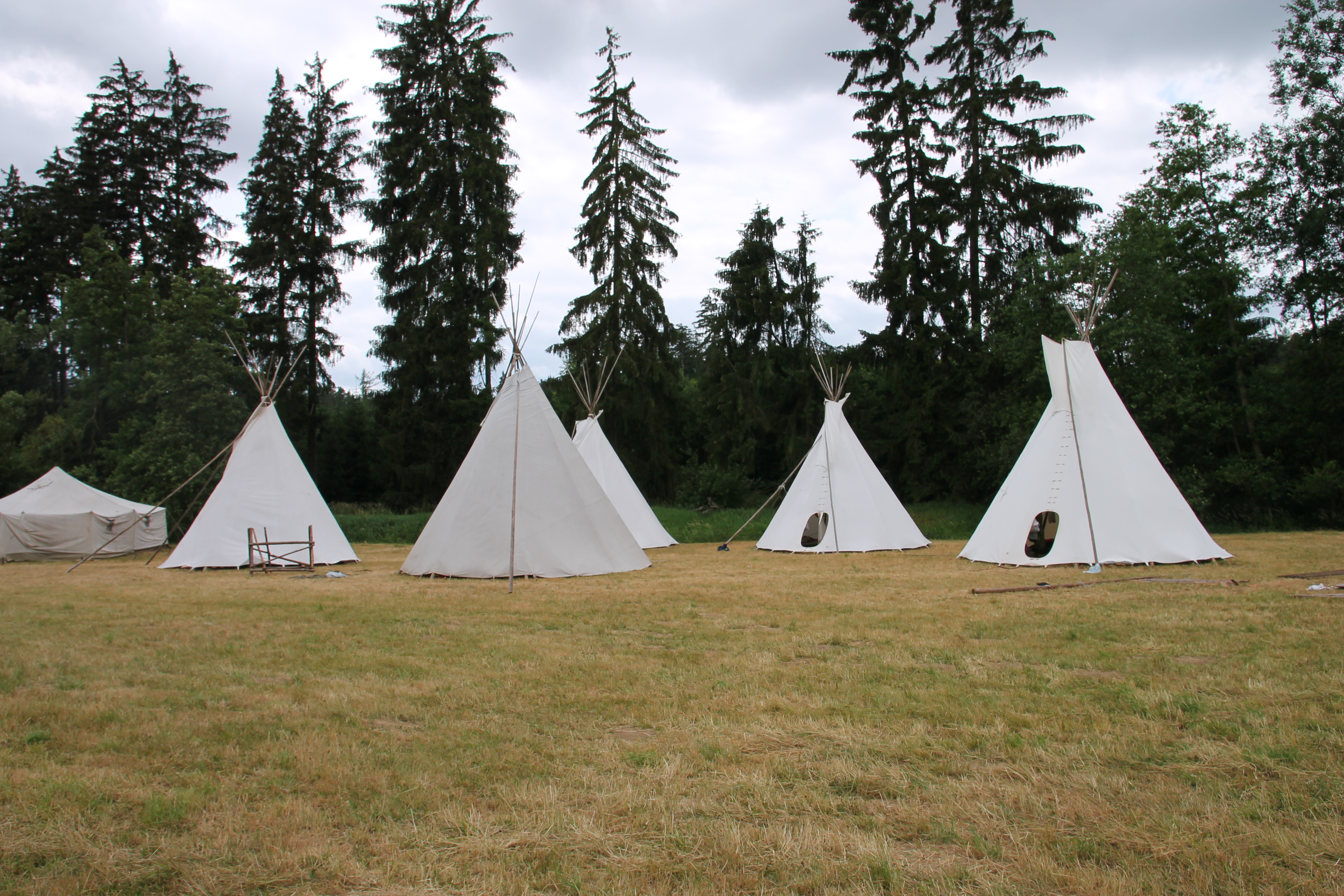
Teepee na skautském táboře

Teepee (též týpí či tee-pee) je obydlí Indiánů Velkých plání a přilehlých oblastí. Je to velký kuželový stan, původně vyráběný z bizoní kůže. Milióny bizonů žijící na Velkých pláních poskytovaly zdejším indiánům dostatek materiálu na tato obydlí. Od běžných stanů se liší také tím, že uprostřed stanu je na zemi vybudováno ohniště, kde může hořet otevřený oheň.

## Historie

### Vymezení pojmu
Stany podobného typu jsou známy i mimo Severní Ameriku, u Eskymáků, obyvatel Sibiře a Sámů (zastarale Laponců). Od sibiřského čumu nebo sámského stanu lavvu se týpí liší konstrukčními prvky: je opatřeno kouřovými chlopněmi pro odvod kouře a kužel je nakloněn tak, že zadní stěna je strmější než přední. Původní týpí byla malá, protože týpí z bizoních kůží byla dosti těžká a pro tahání nákladů používali indiáni psy. S příchodem koní a díky lehčí plachtovině získávané obchodem s bělochy mohla vznikat týpí vysoká až 8 nebo 9 metrů.
Týpí byla používána indiány Plání, z nichž nejsilnější byla skupina Lakotů (Siouxů), dále Šajeni, Vraní indiáni, Černonožci, Komančové, Kajovové a další. Kmenové rozdíly ve stavbě týpí spočívaly především ve způsobu stavby základní kostry (trojnoha nebo čtyřnoha), ve tvaru kouřových chlopní a různých detailech.

### Etymologie
Slovo týpí pochází z lakotštiny a jeho původní význam je obydlí. Dnešní Lakotové ho zapisují thípi a označují jím bělošský dům. Původní použití pro kónický stan bylo nahrazeno slovem thiíkčeka. Týpí bývá někdy označováno jako vigvam, což však není správné. Vigvam je kónický nebo kupolovitý stan, pokrytý březovou kůrou nebo rohožemi, který používali Athabaskové, Kríové, Mikmakové, Algonkinové, Odžibvejové a další kmeny Oblasti Východních lesů a Subarktické oblasti. Slovo vigvam pochází z jazyka Odžibvejů a znamená "místo k bydlení".

## Popis týpí

### Stavba
Základ týpí tvoří velká plachta, kterou indiáni sešívali z bizoních kůží, později z látky nakupované u bělochů. Plachta má přibližně polokruhovitý tvar, u středu průměru jsou přišity kouřové chlopně a ve středu je přišita šňůra pro uvázání ke stavěcí tyči. Kostru tvoří 9 až 20 tyčí (podle velikosti). Indiáni používali na tyto tyče nejraději borovici pokroucenou, která roste ve Skalnatých horách. Tam, kde nebyla dostupná, ji nahrazoval například jasan pensylvánský nebo jalovec. Tyče se v určitém pořadí naskládají na základní trojnohu nebo čtyřnohu a vytvoří oporu pro plachtu. Na poslední tyč se plachta uváže a vztyčí ke kostře. Po rozprostření kolem kostry se plachta u vchodu sepne jehlicemi do připravených otvorů. Do špiček kouřových chlopní se nasunou dvě další tyče, které pak slouží k natáčení kouřového otvoru po větru.
Plachta se po obvodu kotví kolíky. Obvykle se oka pro kolíky připevňují pomocí malých oblázků, které se vloží zevnitř do okraje plachty, a kolem nich se z vnějšku utáhne smyčka pro kolík. Není tedy třeba dělat díry do pláště a smyčka se vytvoří kdekoli podle potřeby.

### Vnitřní vybavení
Zevnitř se po obvodu týpí od země až do výšky zhruba 2 metry napíná další plachta označovaná anglicky lining [lajnyng]. Tato plachta je velmi důležitá a teprve ta dělá z týpí příjemný příbytek za každého počasí. Chrání obyvatele před vodou kapající z tyčí, pomáhá vést vzduch tak, aby lépe odváděl kouř z ohniště, vytváří lepší tepelnou izolaci. Na noc se lining přetáhne přes vchod a zamezí tak průvanu.
K týpí patřilo i další vybavení a zařízení: lůžka pokrytá bizoními kůžemi, kožešinami a dekami, opěradla z vrbových prutů, jelenicové vaky, nejrůznější obaly ze surové kůže. To vše dohromady vytváří pohodlné bydlení, kde je příjemně od zimních mrazů až po letní vedra.
V dnešní době dochází k určité „renesanci“ týpí. Skautské oddíly dnes často na táborech dávají přednost týpí před tradičními podsadovými stany, pro kmeny Ligy lesní moudrosti je táboření v týpí samozřejmostí. Možnost rozdělání ohně a život ve větších skupinách než ve stanu jsou velkými přednostmi tohoto způsobu táboření.